# Scintilla
Scintilla és un component lliure d'edició de codi font compatible amb Microsoft Windows XP, Windows 7, Linux (necessari GTK+2.24) i Mac OS X 10.7 o superior. Ve en codi font complet i una llicència que permet el seu ús en qualsevol projecte lliure o producte comercial. Aquesta llicència requereix que s'inclogui un avís de copyright en tot programa que l'utilitzi i que el text de la llicència s'inclogui en la documentació.
Inclou les característiques bàsiques de qualsevol editor de text estàndard, com l'ús de diferents tipus de fonts, fonts negreta i cursiva i múltiples colors de fonts. A més a més conté eines per editar i depurar el codi font. Inclou un sistema de detecció d'errors, suport per sintaxis, finalització de codi i marcadors de línia per indicar la situació actual i els punts d'interrupció, suport per dreceres de teclat estàndard, un sistema de cerca i substitució i un sistema de comentaris.
A partir de la versió 4.X requereix un compilador recent C++ que suporti C++17. Si es necessari un suport per sistemes més antics, hi ha disponible una versió que només utilitza funcions C++11.

## Editors basats en Scintilla
L'aplicació més coneguda de Scintilla és SciTE, un editor de text lliure amb moltes característiques útils per a fer programes simples, però hi ha una gran varietat de programes que utilitzen aquest component:
- Aegisub[6]
- AltovaXMLSpy[7]
- Anjuta[8]
- Boa Constructor[9]
- Ch[10]
- CodeLite
- Code::Blocks[11]
- ConTEXT
- Eric Python IDE[12]
- FlashDevelop[13]
- Geany[14]
- gPHPedit[15]
- IDEal
- Inno Setup Compiler IDE[16]
- Keil µVision IDE
- Komodo
- MySQL Workbench[17]
- Notepad++[18]
- Notepad2[19]
- Notepad3[20]
- Programmer's Notepad 2[21]
- SciTE[22]
- TextAdept[23]
- Uniface
- ZeroBrane Studio IDE[24]

## Altres versions
- ScintillaNET: un editor per .NET Framework.[25]
- QScintilla: editor per entorns gràfic Qt.[26]
- wxScintilla: editor scintilla per wxWidgets.[27]
- TDScintilla: embolcall de Scintilla per Delphi.[28]
- TScintilla: embolcall Scintilla per Delphi.[29]